# 科爾季什夫卡 (卡扎京區)
49°39′11″N 28°51′8″E / 49.65306°N 28.85222°E
科爾季什夫卡（烏克蘭語：Кордишівка），是烏克蘭的村落，位於該國西南部文尼察州，由赫米利尼克區負責管轄，處於羅斯塔維齊亞河畔，始建於1690年，面積3.99平方公里，海拔高度277米，2001年人口1,304。